# Johann Meulenberg
Johann Meulenberg (* 9. Oktober 1923; † 14. September 2008) war ein deutscher Fußballspieler.

## Laufbahn
Meulenberg spielte von 1949 bis 1951 für Borussia  Mönchengladbach. Während dieser Zeit gelang der Mannschaft in der Saison 1949/50 aus der II. Division West (Gruppe 2) der Aufstieg in die höchste Spielklasse (Oberliga West). Johann Meulenberg war in allen 30 Rundenspielen in der Aufstiegsrunde für Mönchengladbach im Einsatz und erzielte 18 Tore. In der Oberligarunde 1950/51 absolvierte der zumeist auf Rechtsaußen eingesetzte Angreifer 25 Spiele mit sechs Treffern. Bruder Hubert kam in 10 Einsätzen auf zwei Tore. Die Bökelbergelf verlor das Entscheidungsspiel um den dritten Absteiger gegen Alemannia Aachen und stieg wieder in die 2. Liga West ab.